# Історія освоєння мінеральних ресурсів Естонії
Історія освоєння мінеральних ресурсів Естонії
Використання кристалічних порід для виготовлення знарядь належить до періоду мезоліту. З III тис. до н.е почалося застосування глини для виготовлення посуду і вапняку для будівництва поселень. З середини I тис. до н.е використовували залізо, яке одержували з болотних руд.
В XIII — XIV ст. широко застосовуються місцеві нерудні будівельні матеріали для виробництва цегли, черепиці, скла, вапно (будівництва фортець і церков). З кінця XVIII ст. розробляють і використовують як паливо торф. З цього часу використовують також лікувальні грязі і підземні води.
Швидке зростання промисловості і будівництва наприкінці XIX ст. сприяло розвитку видобутку місцевих будівельних матеріалів й відкриттю цементних заводів на місцевій сировині. На початку XX ст. вапняк вивозили за кордон. Видобуток горючих сланців почався у 1916 р. в околицях нинішнього м. Кохтла-Ярве. У 1920 р. почате освоєння родовищ фосфоритів в Юлгазе, з 1939 р. експлуатується родовище Маарду. Пізніше горючі сланці й фосфорити стають основою гірничої промисловості країни.
У XX ст. в країні створюється індустріальний сектор економіки. У Сілламяе стає до ладу завод по виробництву рідкісних металів (Сільмет). У містах Кохтла-Ярве, Сілламяе і Нарва побудовано основні паливно-енергетичні комплекси. У 2000 р. в обробній, газовій промисловості, енергетиці, водопостачанні, будівництві зайнято 34,7 % працюючих. Енергетичний комплекс майже цілком базується на використанні викопного палива.
Станом на кінець XX ст. Естонія не багата на мінеральні ресурси. На території країни є родовища горючих сланців, торфу, фосфоритів і нерудних будівельних матеріалів. Запаси торфу складають близько 2 млрд т. Усього враховано 7000 торфових боліт. Промислові запаси торфу в країні на межі XX -XXI ст. оцінюються в 1,5 млрд т. Естонія має в своєму розпорядженні найбільші в Європі родовища горючих сланців і фосфоритів. Родовища сланців входять у Балтійський сланцевий басейн. Балансові запаси станом на кінець XX ст.: Естонського родовища 3,7 млрд т, Тапаського — 2 млрд т. Резерви горючих сланців достатні для їх видобутку протягом близько 50 років. Понад 90 % запасів фосфоритів припадає на родовища Тоолсе і Раквере. На 1998 р. запаси фосфоритів (млн т): загальні — 118,1; підтверджені — 109,8. Вміст корисного компонента в рудах — 12,5 % (P2O5). Частка у світі — 2,17 %. Крім того, розвідано понад 40 родовищ вапняку і доломіту, із загальними запасами 400 млн м³, виявлено 8 родовищ керамічних глин, понад 730 родовищ піску і піщано-гравійної суміші, які пов'язані з водно-льодовиковими відкладами, родовища сульфідно-мулових і сапропелевих лікувальних грязей.
На межі XX -XXI ст. гірнича промисловість країни обмежена видобутком горючих сланців, торфу і будівельних матеріалів, включаючи глини, вапняки, пісок і гравій. Відновлюється видобуток фосфоритів. Частка гірничої промисловості у ВВП становить 1 % (на 1998-99 рр.). В ній зайнято близько 10 тис. чол.
Гірничих інженерів готують в Талліннському та Тартуському технічних університетах.